# انتخابات سراسری بولیوی (۲۰۲۰)
انتخابات سراسری بولیوی (۲۰۲۰) در ۱۸ اکتبر این سال برای انتخاب رئیس جمهور و نمایندگان پارلمان و سنای بولیوی برگزار شد و لوئیس آرسه رهبر حرکت برای سوسیالیسم با کسب اکثریت مطلق آرا به ریاست جمهوری رسید. این انتخابات در پی انتخابات سراسری بولیوی که منجر به اعتراضات خیابانی و سپس استعفای دولت اوو مورالس شد، برگزار شد و  حزب حرکت برای سوسیالیسم بار دیگر در مسند ریاست جمهوری قرار گرفت. 

## یادداشت
1. ↑  Coalition consisting of FRI, JESUCA و Chuquisaca Para Todos
2. ↑  ائتلاف متشکل از ADN, PDC و UCS